# Carlos Mendieta
Carlos Mendieta y Montefur (Villa Clara, 4 de novembro de 1873 - Havana, 27 de setembro de 1960) foi um político cubano e presidente interino de Cuba.

## Biografia
Um dos principais oponentes de Gerardo Machado, Mendieta foi instalado como presidente provisório de Cuba em 1934 por um golpe de Estado liderado por Fulgencio Batista. Durante sua presidência, as mulheres ganharam o direito de voto e a Emenda Platt foi rescindida. Mendieta renunciou em 1935 após uma agitação continua.
Era casado com Carmela Ledon (? - 20 de julho de 1942) e tiveram uma filha, Carmen Mendieta-Ledon, que se casou com Calixto Garcia Velez.